# Chaudes-Aigues
Chaudes-Aigues è un comune francese di 972 abitanti situato nel dipartimento del Cantal nella regione dell'Alvernia-Rodano-Alpi.

## Società

### Evoluzione demografica
Abitanti censiti